# Orshuun
L'Orshuun (mongol : Оршуун гол ; translittération MNS : Orshuun Gol ; translittération en chinois : 乌尔逊河 ; pinyin : wūěrxùn hé), parfois Orchun, est une rivière de l'aïmag de Dornod en Mongolie et de la région autonome de Mongolie-Intérieure, au Nord-Est de la république populaire de Chine.
Sa source est au Sud-Est du lac Buir, dans sa partie située en Mongolie, et elle se jette sur le versant Est du lac Hulun. C'est avec le Kherlen, l'une des principales source d'approvisionnement de ce lac.